# ガスプラ (小惑星)
ガスプラ (951 Gaspra) は、小惑星帯の内縁近くにあるS型小惑星。1916年にグリゴリー・ネウイミンによってシメイズ天文台で発見された。ネウイミンはマクシム・ゴーリキーやレフ・トルストイのような彼の同時代人も訪れた黒海沿岸の保養地ガスプラに因んで命名した。
1991年10月29日、木星へ向かう途中のガリレオがガスプラの近くを通過し、小惑星に対する初めての接近観測を行なった。

## 特徴

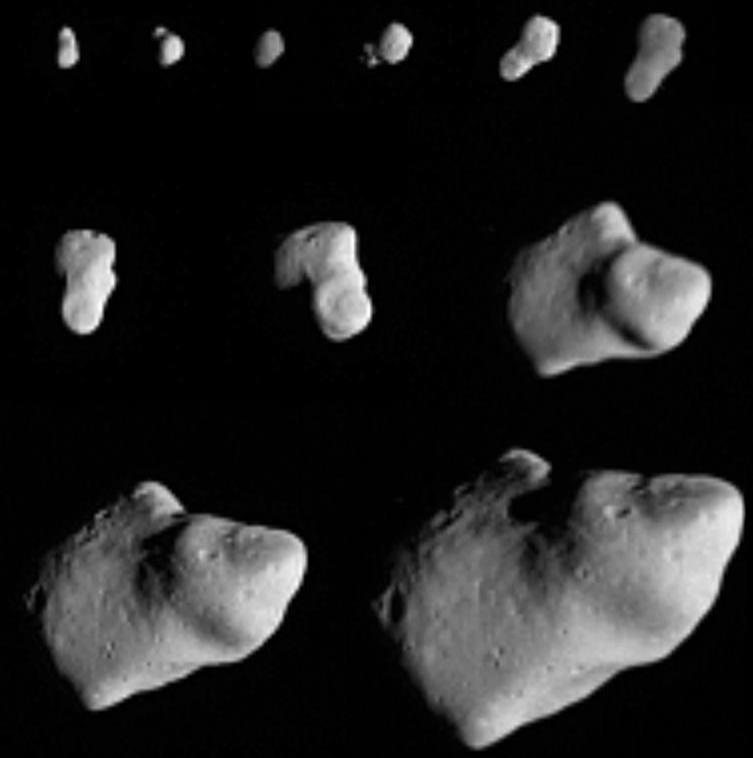
ガスプラの自転

ガスプラの表面には多数の小さなクレーターの他に、半ダースの広く平坦な地域や窪みがある。その一つ、Dunne Regio は高低差 200 m 以下、5 × 7 km の平坦な地域である。これらが衝突によって形成されたのか、ガスプラの母天体が破壊された時の断面の名残なのか確実なことはわからない。ガスプラの重力は弱く不均衡なので、衝突クレーターは自然にそのような平坦で不均衡な形になるため、確定するのは難しい。平坦な面と窪みによって、ガスプラは非常に角張った形状をしている。
ガスプラはS型小惑星の中でも特にカンラン石が豊富であるらしい（表面にはカンラン石と輝石が4対1から7対1の割合で含まれている）。上の画像に写っている部分の裏側に微妙な色の変化が見られるものの、アルベドや色が他と際立って違うところはない。
ガスプラの表面には、例えば (253) マティルドで見られるような星自体の半径に匹敵する大きさのクレーターはない。その理由としては、フローラ族とガスプラを生んだ衝突が天文学上のスケールでは比較的最近起きたために、それ以後に大きなクレーターが出来る機会がなかったということが考えられる。クレーター形成率の分析によって、表面はおよそ2千万年から3億年を経ていることが示される。
ガスプラの表面には幅 100 – 300 m、長さ 2.5 km、深さ数十mの溝が見られる。それは小惑星の衝突によってガスプラがフローラ族の他の天体と共に形成されたことに関係しているかもしれない。また、それらがあることはガスプラがラブルパイルではなくむしろ単一岩体的であることを示唆する。溝はおそらくその下にある岩石を破壊した衝突によって形成された。火星の衛星フォボスには更に顕著な溝の集まりが見られる。いくつかの溝に穴が開いている様子は、表面がレゴリスで覆われていることを示しているのかもしれない。
ガスプラの表面をレゴリスがどの程度覆っているのかはまだ完全には理解されておらず、論争の的になっている。目に見える色の変化が少ないことは、かなりのレゴリスに覆われていることを示唆している。また、局地的な地形と微妙な色の変化の間には相関関係が見られ、これはレゴリスが低い場所へゆっくり移動することによって引き起こされることが提唱された。しかし、推定されているレゴリスの起源を説明することは難しい。第一に、ガスプラの脱出速度は非常に小さいため、衝突によって噴出した破片のかなりの部分がどのようにして漏れ出さずに留まり続けることができたのかを理解するのは難しい。もしガスプラが多孔質で最初から大量のレゴリスがあれば、それは軽減されるかもしれないが、今度はレゴリスがどうしてそこにあったのかを説明しなければならない。可能な解釈の一つは、ガスプラ自身とフローラ族を形成した衝突の際にそれらを得たのかもしれないというものである。第二に、すべてのクレーターから噴出した物質はガスプラを厚さ 10 m のレゴリスで覆うのに十分だと見積もられていた。しかし、いくつかのクレーターはこれより深いが、その壁面にはまったく構造的な違いが見られない。
ガスプラの極は赤経0時40分±10分、赤緯27±2度の方向を向いている。これは黄道座標系で (β, λ) = (21°, 20°)、軸傾斜角72度に等しい。
ガリレオはフライバイの際、小さいガスプラから軌道に顕著な影響を受けるほど近くを通らなかったので、ガスプラの質量についてはまったく情報を得られなかった。
ガスプラの表面積は525平方kmと計算されている。これは香港の陸地部分の約半分である。

## 探査

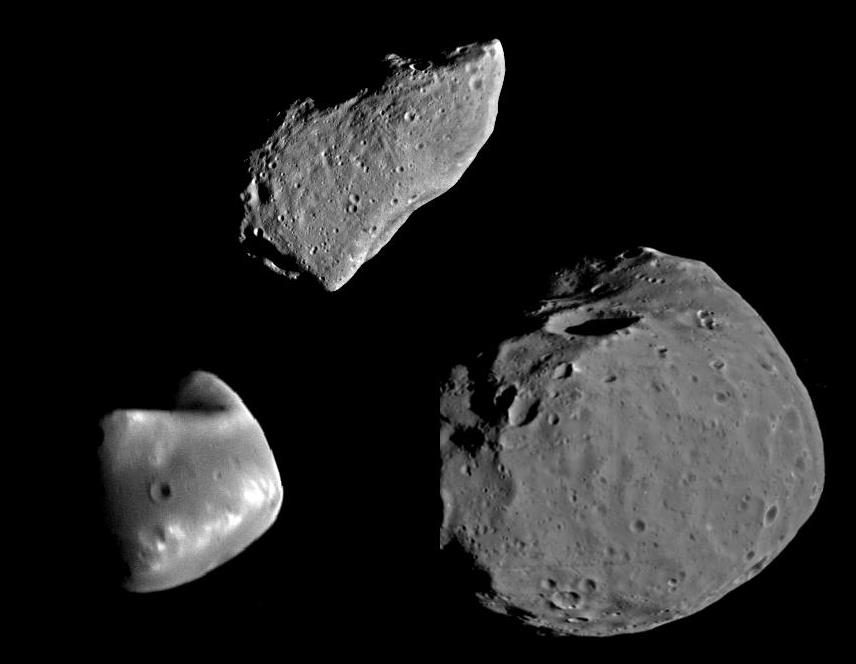
ガスプラと火星の衛星フォボスとダイモス、同一スケール

ガリレオは1991年10月29日に、8 km/s (18,000 mph) の速度でガスプラから 1,600 km 離れたところを通過した。57枚の画像を地球へ送り、最も近くで撮られた画像は 5,300 km からのものだった。最も解像度の良い画像は約 54 m/pixel だった。フライバイの際は南極の周りの地域が見えなかったが、小惑星の残り 80 % を撮影した。
接近前にはガスプラの位置が約 200 km の誤差でしかわかっておらず、カメラの視野角が約5度しかなかったため、ガリレオが 70,000 km 以下まで接近した後はどの方向を向けば小惑星の画像を捕らえることができるかわからなかった。これでは遭遇が科学的に余り意味のある物ではなくなってしまう。この問題を解決するために、ガリレオ宇宙機チームは接近する間に得られた画像を用いてガスプラの位置の誤差を補正する光学航法を行なった。これは目覚しい成功をおさめ、5,300 km という近距離で画像を得ることができた。最も近い位置ではまだ十分に正確な方向が知られておらず、ガスプラの画像を少なくとも1枚得るために実際には51枚の連続写真を撮影した。同様の光学航法技術は、それ以降に行われたすべての小惑星に対する宇宙機のフライバイで使用されている。

## 地形
ガスプラの平坦な地形 (Regio) はこの小惑星と関係の深い天文学者や科学者から名付けられた。Dunne Regio（ジェイムズ・ダン）、Neujmin Regio（グリゴリー・ネウイミン）、Yeates Regio（クレイン・イェーツ）がある。
クレーターは世界各国の温泉街から名付けられた。その一つは日本の別府の名が付けられている。